# Provincia de Valdivia (1826-1976)
La provincia de Valdivia fue creada el 30 de agosto de 1826, con las Leyes Federales, junto con otras 7 provincias (Coquimbo, Aconcagua, Santiago, Colchagua, Concepción, y Chiloé), a partir de la división de los territorios de la intendencia de Concepción y de lo que fue el gobierno de Valdivia, que había sido recuperada años antes. Su capital era Valdivia.
La provincia de Valdivia estaba compuesta por las siguientes delegaciones:
| Delegación | Cabecera |
| ---------- | -------- |
| Valdivia   | Valdivia |
| La Unión   | La Unión |
| Osorno     | Osorno   |

En la Constitución de 1828 se establece de la división de Chile en ocho provincias. (Coquimbo, Aconcagua, Santiago, Colchagua, Maule, Concepción, Valdivia y Chiloé).
Con la Constitución de 1833, la división político administrativa es la siguiente;
En un primer nivel están las provincias, regidas por un intendente. Estas se dividían en departamentos (regidos por gobernadores). A su vez, los departamentos se dividían en subdelegaciones (regidas por un subdelegado) y estas últimas en distritos, a cargo de inspectores.
La provincia tiene los siguientes departamentos:
| Departamento | Cabecera |
| ------------ | -------- |
| Valdivia     | Valdivia |
| La Unión     | La Unión |
| Osorno       | Osorno   |

Con el decreto de 27 de junio de 1853, se asignan los límites al territorio de colonización de Llanquihue, el que se forma a partir de las provincias de Valdivia y Chiloé. De esa manera, la provincia tenía los siguientes departamentos:
| Departamento | Cabecera |
| ------------ | -------- |
| Valdivia     | Valdivia |
| La Unión     | La Unión |
| Osorno       | Osorno   |

El 22 de octubre de 1861, el departamento de Osorno pasa a la provincia de Llanquihue. En 1887, se crea la provincia de Cautín, por lo que se reorganizan los límites del departamento de Valdivia.
En el siglo XX, algunos departamentos se dividen y se reorganizan los límites de la provincia.
Se crea el departamento de Río Bueno y el departamento de Villarrica
| Departamento | Cabecera   |
| ------------ | ---------- |
| Villarrica   | Pitrufquén |
| Valdivia     | Valdivia   |
| La Unión     | La Unión   |
| Río Bueno    | Río Bueno  |

Con la Constitución de 1925 se crea la Comuna, cuyo territorio equivale al de una subdelegación completa. El DFL 8582 del 30 de diciembre de 1927 (D.O. 28.01.1928), establece en su artículo 1°, PROVINCIA DE VALDIVIA.- Capital Valdivia.-
Departamentos: Valdivia, La Unión y Osorno; De acuerdo al artículo 2° los departamentos tendrían por límites los fijados por el decreto-ley número 354, de 17 de marzo de 1925, y sus actuales cabeceras, con las modificaciones siguientes:
- El departamento de Valdivia conservará los límites que le asignó el decreto-ley N.o 354, de 17 de marzo de 1925, modificados por la parte Norte, en el cual le servirá de límite la línea descrita como límite Sur del departamento de Villarrica, por el número anterior; esto es:
  - Al norte, la línea de cumbres que limita por el Sur la hoya hidrográfica del lago Villarrica, desde la frontera argentina hasta el volcán Villarrica; y la línea de cumbres que limita por el Norte las hoyas hidrográficas del lago Calafquén y el río Leufucade, desde el volcán Villarrica hasta el origen del estero Cudico; el estero Cudico, desde su origen hasta su desembocadura en el río Cruces; el río Cruces, desde la desembocadura del estero Cudico hasta la desembocadura del río Quilén o Quitraco; el río Quitraco o Quilén, desde su desembocadura en el río Cruces hasta su confluencia con la quebrada Lingue; la quebrada Lingue, desde el confluencia con el río Quilén o Quitraco, hasta su origen; la línea de cumbres, desde su origen de la quebrada Lingue, hasta el origen de la quebrada Honda de Ringán en el cerro Tripayante; la quebrada Honda de Ringán desde su origen hasta su confluencia con el río Lingue o Mehuín, y el río Lingue o Mehuín, desde su confluencia con la quebrada Honda de Ringán, hasta su desembocadura en el Océano Pacífico.
- El departamento de La Unión estará formado por el territorio de los antiguos departamentos de La Unión y Río Bueno. Su cabecera será la ciudad de La Unión;
- El departamento de Osorno (que vuelve a la provincia de Valdivia) estará formado por el territorio del antiguo departamento de este nombre, y por la parte del antiguo departamento de Llanquihue, comprendida dentro de los siguientes límites:
  - al norte, el río Rahue, desde la desembocadura del río Chanchán hasta su origen en el lago Rupanco; el lago Rupanco, desde el origen del río Rahue hasta la desembocadura del río de las Gaviotas, y el río de las Gaviotas, desde su desembocadura en el lago Rupanco, hasta su origen en el Portezuelo de Millaqueo, sobre la frontera argentina.
  - Al Este, la frontera argentina, desde el portezuelo de Millaqueo hasta la línea de cumbres que limita por el Sur la hoya del lago Rupanco.
  - Al Sur, la línea de cumbres que limita por el Sur la hoya del lago Rupanco, desde la frontera argentina hasta el origen del río Coihueco; el río Coihueco, desde su origen hasta la confluencia del estero Nochaco; el estero Nochaco, desde su confluencia con el río Coihueco hasta el camino de Cancura a Octay, y el camino de Cancura a Octay, desde el estero Nochaco hasta el río Chanchán.
  - Al Oeste, el estero Chanchán, desde el camino de Cancura a Octay hasta su desembocadura en el río Rahue;

Por lo tanto, la provincia queda configurada de la siguiente forma:
| Departamento | Cabecera |
| ------------ | -------- |
| Valdivia     | Valdivia |
| La Unión     | La Unión |
| Osorno       | Osorno   |

Después de varios ajustes, se restituye el departamento de Río Bueno y se crea el departamento de Panguipulli. Por otro lado, el 19 de enero de 1940, se promulga la ley de creación de la provincia de Osorno (a partir del antiguo departamento de Osorno, que deja de pertenecer a la provincia de Valdivia).
Así la provincia de Valdivia pasa a tener los siguientes departamentos:
| Departamento | Cabecera    |
| ------------ | ----------- |
| Valdivia     | Valdivia    |
| Panguipulli  | Panguipulli |
| La Unión     | La Unión    |
| Río Bueno    | Río Bueno   |

Durante los años 1970, ya en el siglo XX, ocurre un nuevo cambio en la división política-administrativa del país, con la creación de las regiones. Se crea la Región de Los Lagos, con las provincia de Chiloé, Llanquihue, Osorno, Palena y Valdivia.
Posteriormente en 2007, a partir de la antigua provincia de Valdivia, se crea la Región de Los Ríos, dividiéndose su territorio en dos provincias: la nueva provincia del Ranco, la cual se compone de las comunas de La Unión, Rio Bueno y Lago Ranco y Futrono, y la nueva provincia de Valdivia, compuesta con las restantes 8 comunas de la antigua provincia.

## Intendentes
- Ramón Picarte (padre) (1826-1828)
- José Manuel Carvallo Pinuer (1829)
- Rafael Pérez de Arce Henríquez (1829-1830)
- José Narciso Carvallo Pinuer (1830)
- Jaime Joaquín de la Guarda Valentín (1830-1832)
- Víctor Jaramillo Vargas (1832)
- José Joaquín de la Cavareda Trucíos (1832-1835)
- Isaac Thompson y Cárdenas (1835-1837)
- Isidro Vergara (1837-1840)
- José Ignacio García Lagos (1840-1842)
- Ignacio María Agüero de la Guarda (1842-1845)
- Salvador Sanfuentes (1846)
- Juan Francisco Adriazola y Lorca (1846-1850)
- Juan Miguel Riesco Droguett (1850-1852)
- Vicente Pérez Rosales (1852-1853)
- José Antonio Pascual Astorga (1853)
- Manuel Cortés Arriaga (1853-1854)
- Ruperto Solar (1854-1856, 1857-1859)
- Juan Francisco Adriazola y Lorca (1856-1857)
- Félix García Videla (1859-1861)
- Pedro Antonio Saturnino Castelblanco Henríquez (1861-1866)
- Rafael García Reyes (1866-1870)
- Pedro Castelblanco Rodríguez (1870)
- Epifanio del Canto Alderete (1870-1873)
- Miguel José Irarrázaval Vera (1873-1875)
- Emilio Sotomayor Baeza (1875-1878)
- Melquíades Valderrama Sáenz de la Peña (1878-1879)
- Neftalí Guerra (1879-1881)
- Anfión Muñoz (1881-1884)
- Orozimbo Barbosa (1884-1887)
- Juan Antonio del Sol y Veyán (1887-1888)
- Juan Antonio Soto Aguilar (1888-1890)
- Alfredo Vial Solar (1890-1891)
- Manuel Magallanes Valderrama (1891-1892)
- Rodolfo Errázuriz Ovalle (1892-1893)
- Carlos Zañartu Fierro (1893-1894)
- Julio Puga Borne (1894-1898)
- Juan Serrano Squella (1898-1899)
- Julio Arturo Solar Vicuña (1899-1900)
- Luis Carlos Bolados Carter (1900-1902)
- Anselmo de la Cruz Labarca (1902-1903)
- Carlos Boizard Medina (1905)
- Diego Rivera (1905-1907)
- Enrique Cuevas Bartholin (1907-1909)
- Luis Bianchi Tupper (1909)
- Manuel Jesús Ramírez de Arellano Espejo (1910-1916)
- Fidel Urrutia Venegas (1916-1918)
- Carlos Alberto Bennett Argandoña (1918-1927)
- Ricardo Olea Rivas (1927-1930)
- Juan Ruiz Marín (1930-1931)
- Adolfo Oettinger Stegmaier (1931)
- Carlos Jara Torres (1931-1932)
- Eduardo Gana Herrera (1932-1935)
- Eduardo Holley Ovalle (1935-1936)
- Jorge Berguño Meneses (1936-1937)
- Manuel Aránguiz Latorre (1937-1939)
- Edmundo Neves Silva (1939-1940)
- Luis Alejandro Guzmán Jiménez (1941-1942)
- Víctor Leonidas Soto Echenique (1942-1946)
- Santiago Gaete García (1946-1950)
- Tomás Lawrence Torres (1950-1951)
- Santiago Dervis Ojeda (1951-1952)
- Alejandro Acuña Núñez (1952-1956)
- Carlos Gustavo Mardones Ferrada (1956-1958)
- Victor Kunstmann Hube (1958-1960)
- Alfonso Cañas Ruiz-Tagle (1960-1961)
- Hermann Saelzer Balde (1961-1962)
- Santiago de la Guarda Paredes (1962-1964)
- Hernan Hildebrandt Parera (1964)
- Humberto Joaquín Holzapfel Anwandter (1964-1970)
- Víctor Monreal Soto (1970-1971)
- Sandor Arancibia Valenzuela (1971-1973)
- Hector Hernan Bravo Muñoz (1973-1974)
- Hernán Béjares González (1974-1975)
- Fernando Paredes Pizarro (1975-1976)